# バッキュリデース
バッキュリデース（古希: Βακχυλίδης, Bakkhylidēs、紀元前520年頃 - 紀元前450年）は、古代ギリシアの抒情詩人である。長母音を省略してバッキュリデスとも表記される。古代ギリシアの9歌唱詩人の一人に数えられる。ディオニューソスの神話をうたった『ディテュランボス』（ディオニューソス讃歌）に加え、多数の祝勝歌で知られる。

## 生涯
バッキュリデースはケオス島で紀元前520年頃に生まれたとされる。抒情詩人シモーニデースの甥であった。彼はシュラクーサイの僭主ヒエロン（1世、Hiero I of Syracuse）の元に、シモーニデースやピンダロス同様に、客として滞在していたと考えられる。ヒエロンの宮廷において、ピンダロスと彼は敵対関係にあったとも伝えられているが、後世の伝記作者の創作と考えられる。
その作品はヘレニズム時代を通じて、紀元5世紀頃まではよく知られていた。例えば、ローマ皇帝ユリアヌスは彼の作品を読むことが何よりも喜びであると表明していたと伝わっている。しかし西洋中世を経て、彼の作品のほとんどが湮滅してしまい、断片の形でしか伝わっていなかった。ところが、1896年にエジプトのヘリオポリス・マグナ（現在の El-Ashmunein ）でほぼ完全な形の『祝勝歌集』と『ディテュランボス』の前半部分が発見されたことから、その作風を確認することが可能となった。

## 作品
バッキュリデースはヒエロンの依頼で多数の祝勝歌を作り、ピンダロスと並ぶ抒情詩人として知られた。彼の作風は、その『ディテュランボス』で示されているように、ディオニューソス的な騒擾と地上的な賑やかさにあった。彼の祝勝歌は、ピンダロスのそれに比較すると分かりやすく、依頼者の求めに応じて、勝利の祝祭頌歌をうたった。
バッキュリデースは、三篇の『ディテュランボス』と多数の「祝勝歌」（エピニーキア、επινικια）の他に、
- 「諸神讃歌」（ヒュムノイ、hymnoi）
- 「パイアン」（アポローン讃歌、παιαν）
- 「乙女歌」（乙女達の合唱歌、パルテネイア、παρθενεια）
- 舞曲（ヒュポルケーマタ、υπορχηματα）
- 宴会の頌歌（エンコーミア、εκκωμια）

などを書いたが、それらは今日、断片でのみ伝わっている。

## 日本語訳
- 『ギリシア合唱抒情詩集 アルクマン他』丹下和彦訳、京都大学学術出版会（2002年）。